# امیدیه
امیدیه شهری در کشور ایران و در استان خوزستان است که مرکز شهرستان امیدیه است، این شهر مانند اهواز و بصره عراق جزو  مناطق مسکونی گرم جهان به‌ شمار می‌رود. میدان نفتی آغاجاری در محدوده این شهر قرار دارد.

## دانشگاه

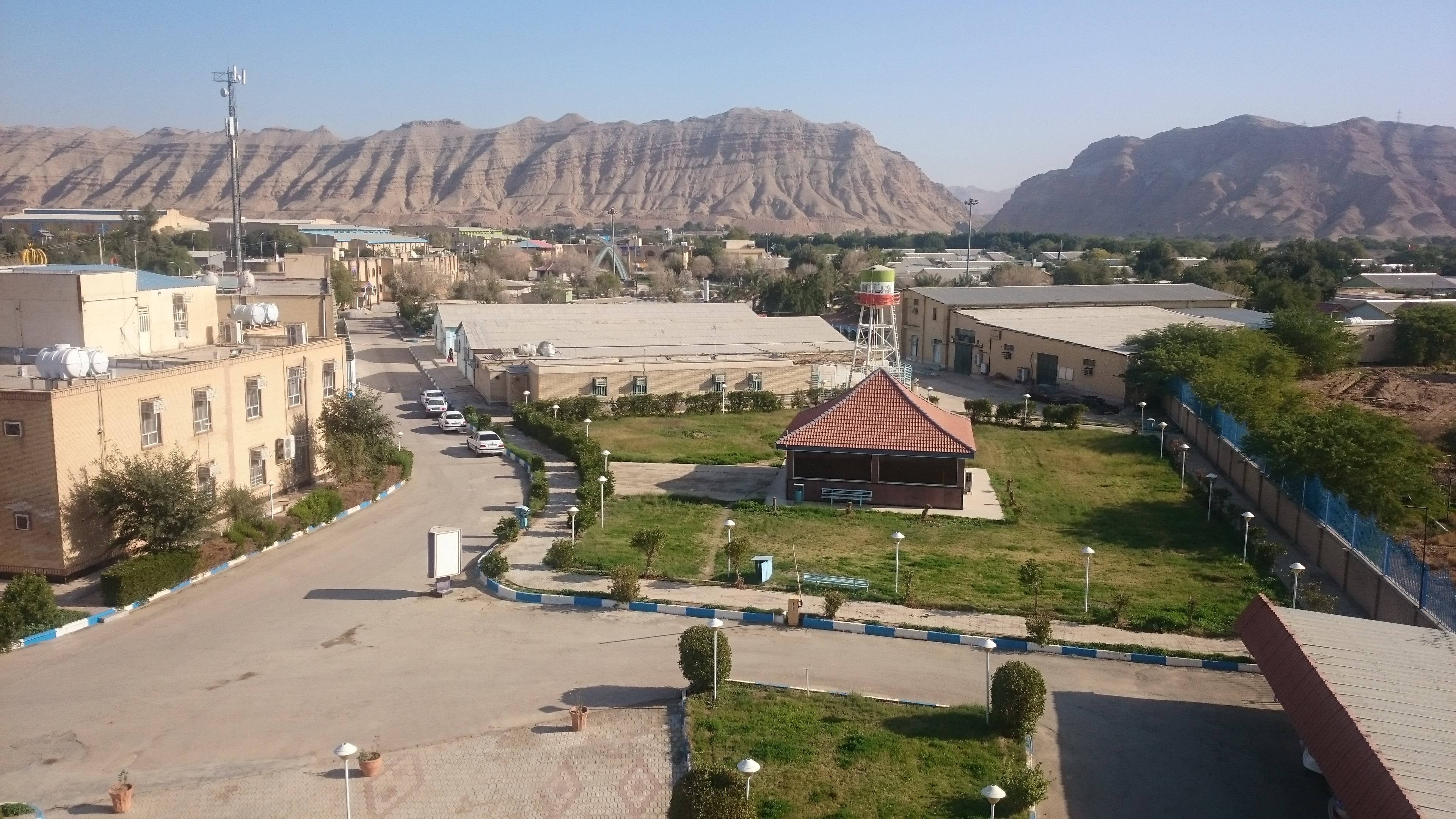
دانشگاه آزاد امیدیه

دانشگاه آزاد اسلامی واحد امیدیه در رشته‌های مختلفی نظیر کامپیوتر، شیمی کاربردی، مهندسی نفت، علوم تجربی، مدیریت صنعتی دانشجو می‌پذیرد. این دانشگاه اولین دانشگاه آزاد نفت کشور است.